# 1247 Memoria
1247 Memoria är en asteroid i huvudbältet som upptäcktes den 30 augusti 1932 av den franske astronomen Marguerite Laugier. En oberoende upptäckt gjorde samma datum av den ryske astronomen Grigorij Nikolaevich Neujmin och den 6 september av den tyske astronomen Karl Wilhelm Reinmuth.
Asteroidens preliminära beteckning var 1932 QA. Asteroiden fick senare namn efter det latinska ordet för minne.
Den tillhör asteroidgruppen Themis.
Memorias senaste periheliepassage skedde den 16 mars 2021.